# Graciela Rodríguez Ortega
Elvía Graciela Rodríguez Ortega (Ciudad Juárez, 12 de abril de 1940 - Ciudad de México, 5 de julio de 2012) fue una psicóloga humanista, maestra emérita de la Universidad Nacional Autónoma de México y la primera mujer en ser directora de la Facultad de Psicología.

## Trayectoria
En 1956, cuando tenía 16 años, comenzó la licenciatura en psicología en el Colegio de Psicología, que en esa época compartía las instalaciones con la Facultad de Filosofía y Letras de la UNAM. Realizó un doctorado en psicología general experimental, en la Universidad de Texas, aportando algunas bases que sirvieron en el diseño de nuevos modelos de enseñanza en dicha área. Vinculó la psicología con áreas como la salud, el deporte y el derecho, creó programas de estudios de la mujer en cuestiones de género, autocontrol y adicciones así como en la protección y prevención de la salud por lo que estudió tres años en la Facultad de Medicina.
Fue directora de la Facultad de Psicología y titular de la Dirección General de Orientación Vocacional, así como integrante de la Junta de Gobierno de la UNAM, de 1985 a 1997. 

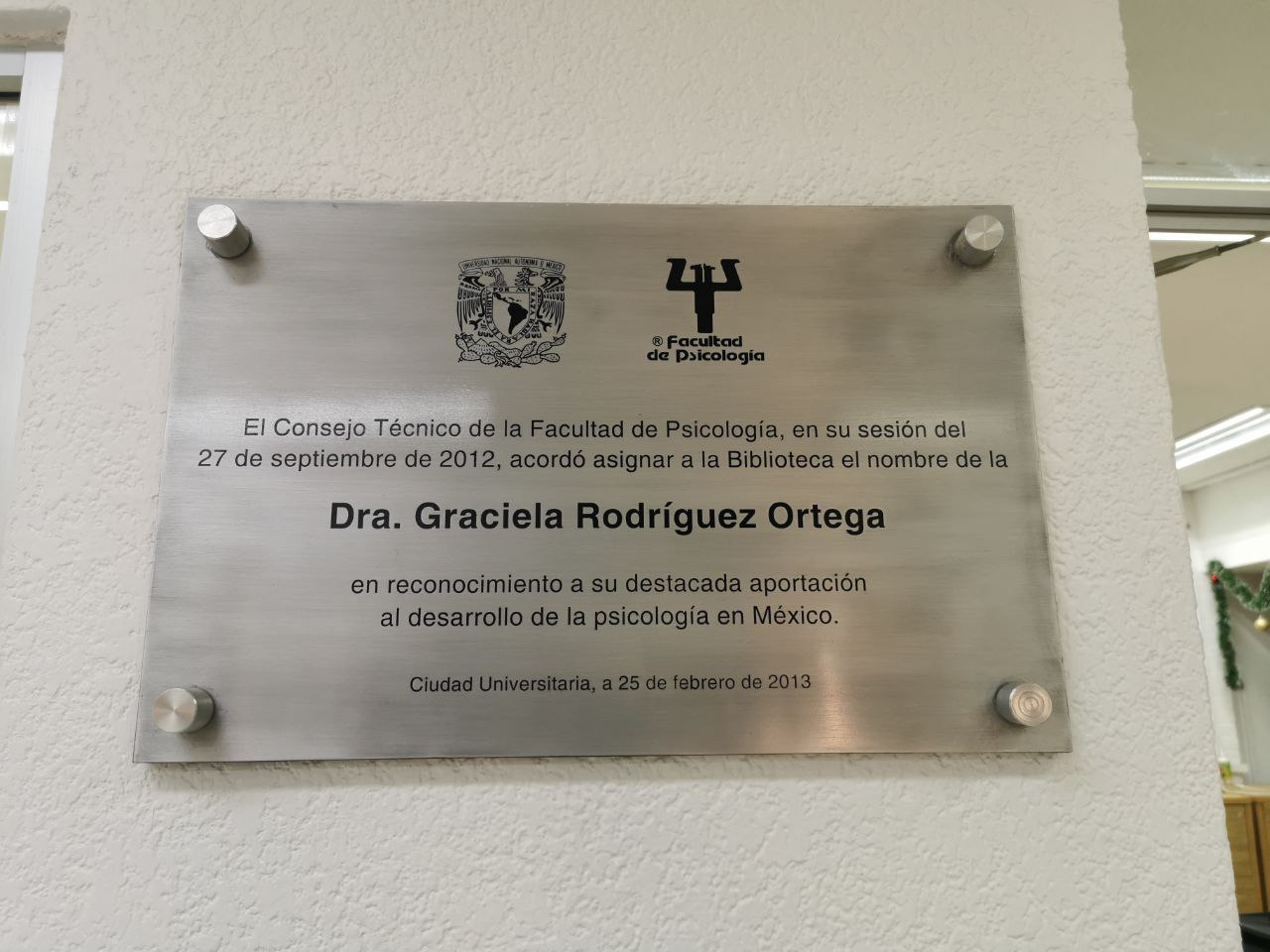
El 25 de febrero de 2013 la Biblioteca de la Facultad de Psicología fue nombrada "Dra. Graciela Rodríguez Ortega"

Participó en el diseño de políticas públicas, desarrollo de ciencia y tecnología, y en el desarrollo social en derechos humanos, minorías y menores infractores, así como en la formación de especialistas en legislación en torno a la genómica y la bioética. Creó y participó activamente en el Programa de Maestría y Doctorado en Bioética.
El 12 de noviembre de 2004 fue designada profesora emérita de la Facultad de Psicología.
Desde febrero de 2013, la biblioteca de la Facultad de Psicología de la UNAM lleva su nombre.

## Publicaciones
- Utilidad del método Delphi para la construcción de acuerdos en la asignación de riñones de donante fallecido en seis hospitales de México, en Cuadernos de bioética, 2010
- Distribución del poder en tres etapas de la vida de la pareja, en Revista interamericana de psicología, 2010
- Efectos de una intervención de manejo de estrés en mujeres con hipertensión arterial sistémica, en Acta Colombiana de Psicología, 2009
- Violencia durante el noviazgo, depresión y conductas de riesgo en estudiantes femeninas (12-24 años), 2006.[7]